# Hornachos
Hornachos település Spanyolországban, Badajoz tartományban. Hornachos Valencia de las Torres, Llera, Hinojosa del Valle, Ribera del Fresno, Puebla del Prior, Puebla de la Reina, Oliva de Mérida, Retamal de Llerena és Campillo de Llerena községekkel határos. Lakosainak száma 3396 fő (2024).

## Népesség
A település népessége az utóbbi években az alábbiak szerint változott:
| Lakosok száma | 3857 | 3810 | 3829 | 3867 | 3837 | 3777 | 3709 | 3595 | 3509 | 3396 |
|               | 2001 | 2004 | 2006 | 2009 | 2011 | 2014 | 2016 | 2019 | 2021 | 2024 |